# Delfim Moreira (Minas Gerais)
Delfim Moreira  è un comune del Brasile nello Stato del Minas Gerais, parte della mesoregione del Sul e Sudoeste de Minas e della microregione di Itajubá.